# Jack D. Fischer
Jack David Fischer (23 de enero de 1974) es un ingeniero, piloto de prueba y astronauta retirado de la NASA. Fischer ingresó al cuerpo de astronautas en junio de 2009 como miembro del grupo 20 de la NASA y finalizó su entrenamiento en 2011. El exastronauta realizó su primer vuelo espacial en abril de 2017 como ingeniero de vuelo en la Expedición 51/52 de la Estación Espacial Internacional.

## Vida personal y educación
Fischer nació el 23 de enero de 1974 en Louisville, Colorado, hijo de Gary Fischer y JoBelle Fischer. El exastronauta está casado con Elizabeth Simonson, con quien tiene dos hijas.
En 1992 se graduó de la escuela Centaurus High School, en Lafayette, Colorado, y en 1996 recibió el título de ingeniero astronáutico por parte de la Academia de la Fuerza Aérea de los Estados Unidos. En 1998, completó el programa de maestría de aeronáutica y astronáutica del Instituto Tecnológico de Massachusetts.

## Servicio en la Fuerza Aérea

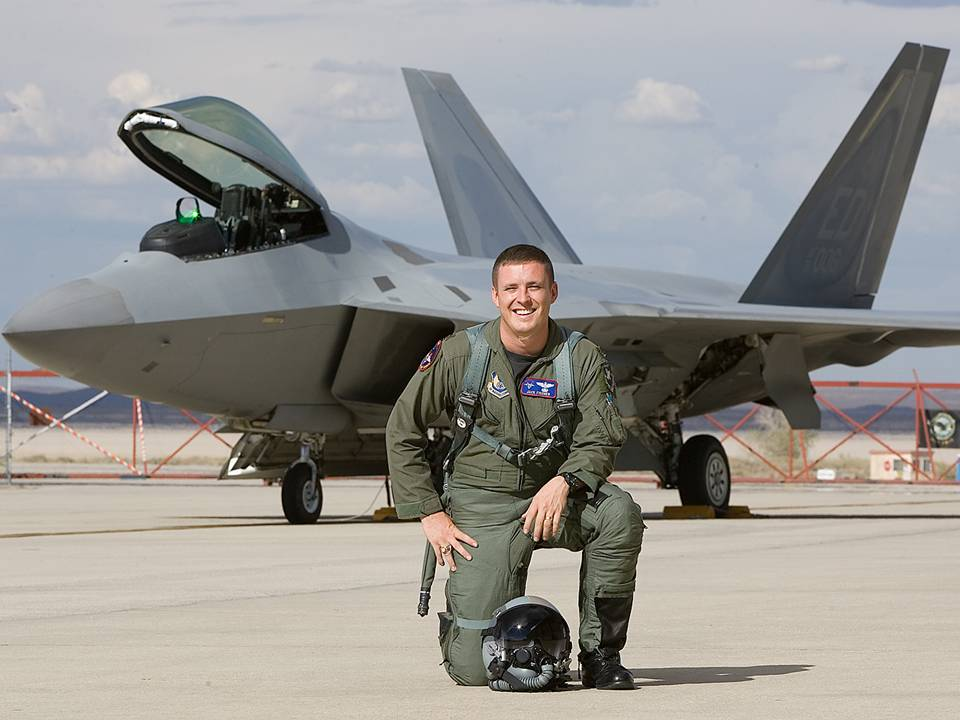
Fischer en pruebas de vuelo de aviones F-22.

Fischer posee el rango de coronel en la Fuerza Aérea de los Estados Unidos. Tras finalizar el programa universitario de pilotaje en la Base de la Fuerza Aérea Laughlin, Texas, en 1998, el piloto acudió al programa de entrenamiento de aviones F-15E Strike Eagle en la Base de la Fuerza Aérea Seymour-Johnson, Carolina del Norte. Fischer sirvió en dos giras de combate en el suroeste de Asia después del ataque terrorista del 11 de septiembre de 2001, y formó parte de las operaciones Enduring Freedom y Southern Watch en Afganistán e Irak respectivamente.
En 2004, se graduó de la Escuela de Pilotos de Prueba de la Fuerza Aérea de Estados Unidos en la Base de la Fuerza Aérea Edwards, California, y se le otorgó el premio «Onizuka Prop Wash», el cual reconoce al estudiante con las mayores contribuciones al espíritu de clase y la moral.
En 2006, Fischer regresó a la Base Edwards para formar parte del escuadrón que realizó pruebas del F-22 Raptor. En 2008, trabajó en el Pentágono como pasante de políticas estratégicas, donde además ayudó en el Grupo de Acción para el presidente del Estado Mayor Conjunto y en la Oficina de Capacidades de Inteligencia y Espacio con el asesor principal del Subsecretario de Defensa para Adquisiciones, Tecnología y Logística. El coronel posee 3,000 horas de vuelo en más de 45 tipos de aviones.

## Carrera en la NASA
En junio de 2009, la NASA seleccionó a Fischer como parte de su grupo 22 de astronautas. En 2011, el ingeniero finalizó su entrenamiento y obtuvo oficialmente el título de astronauta.

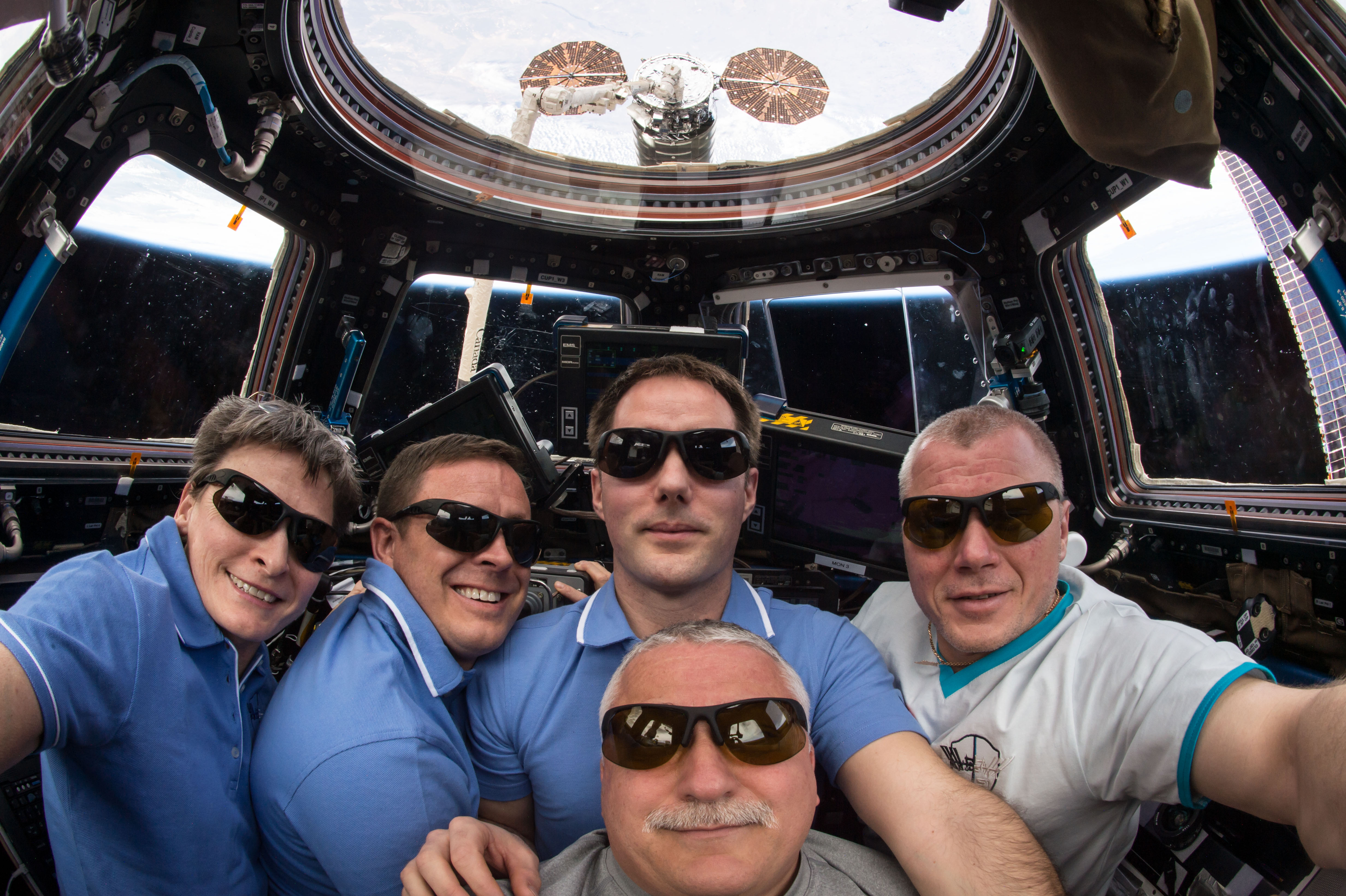
Fischer (segundo de izquierda a derecha) junto al resto de la tripulación de la Expedición 51 en la cúpula de la ISS.

Asignado en un principio en la tripulación de la Expedición 52/53, en abril de 2017 se adelantó su lanzamiento a bordo del Soyuz MS-04 hacia la Estación Espacial Internacional pues fue asignado como ingeniero de vuelo para la Expedición 51/52.

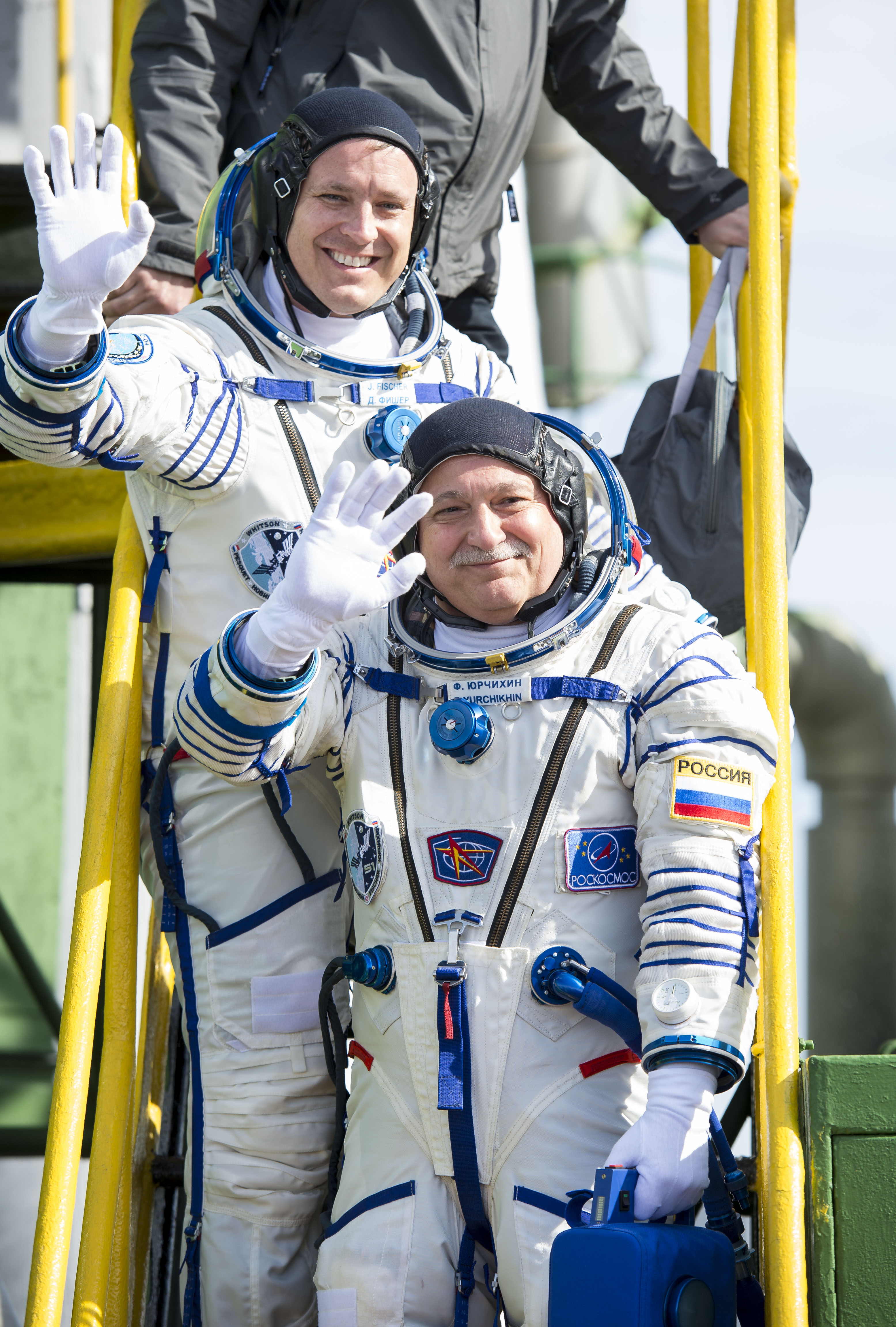
Fischer y Yurchikhin antes de abordar al Soyuz MS-04.

El 20 de abril de 2017, Fischer fue lanzado a bordo del MS-04, un viaje que también incluyó a Fiódor Yurchijin. La nave se acopló con la estación casi seis horas después del lanzamiento, siendo la primera tripulación de una serie Soyuz-MS en realizar un encuentro espacial en menos de seis horas, en lugar del tradicional orbital de dos días de los lanzamientos previos.
El 13 de mayo de 2017, Fischer realizó, junto a Peggy Whitson, la primera Actividad extravehicular (EVA) de su carrera. El tiempo de duración de la EVA tuvo que acortarse pues, durante la caminata espacial, los astronautas se vieron en la necesidad de compartir una línea de la "Unidad de Servicio de Enfriamiento" (SCO) después que el umbilical de la Unidad de Movilidad Extravehicular de Fischer sufriera una fuga. Su traje resultó estar en buenas condiciones, pero la línea no podía ser usada. El efecto que esto tendría en la duración de la batería del traje repercutió en el hecho de que la EVA no pudiera ser completada. Durante la caminata espacial, los astronautas reemplazaron una caja de aviónica en la plataforma de almacenamiento ExPRESS Logistics Carrier (ELC). La duración de la EVA fue de cuatro horas y trece minutos, y fue la número 200 en ser realizada en la ISS.

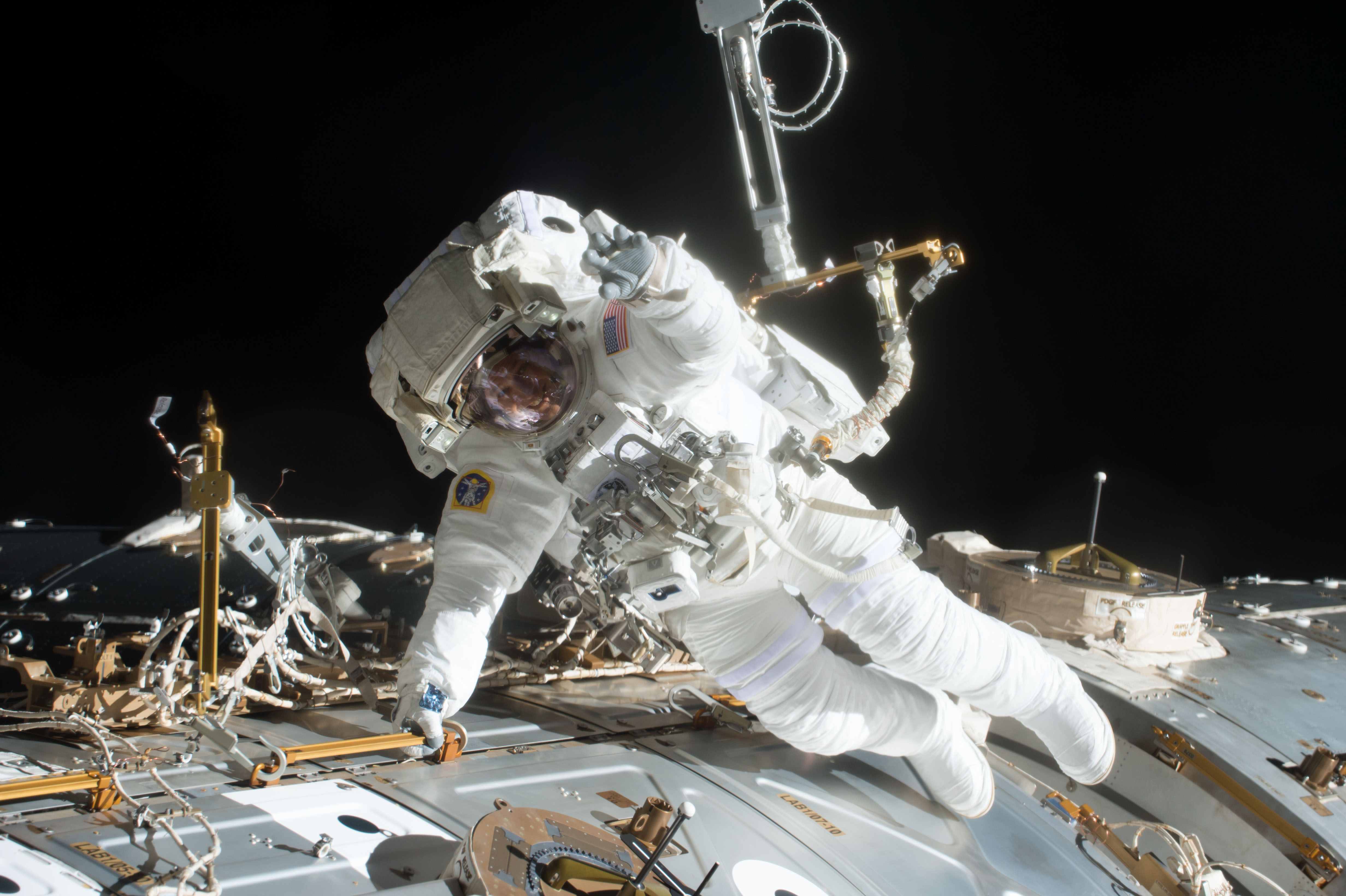
Fischer durante una caminata espacial en mayo de 2017.

EL 23 de mayo de 2017, Fischer realizó su segunda EVA, de nuevo con la compañía de Whitson. En esa ocasión, se encargaron de reemplazar una unidad de respaldo de un multiplexor-demultiplexor (MDM) que se averió tres días antes. La duración de la EVA fue de dos horas y 46 minutos.
Fischer regresó a la Tierra junto a Peggy Whitson y Fiódor Yurchijin a bordo del Soyuz MS-04, el 3 de septiembre de 2017. La duración de su estancia en el espacio fue de 135 días, 18 horas y 8 minutos.
El 24 de mayo de 2018, el exastronauta hizo oficial su retiro de la NASA para seguir sirviendo a la Fuerza Aérea.